# Felix Kracht
Felix Kracht (* 13. Mai 1912 in Krefeld; † 3. Oktober 2002 in Kirchweyhe bei Bremen) war ein deutscher Ingenieur, Pilot und Luftfahrtpionier. Ihm gelang 1937 erstmals der vollständige Überflug der Alpen in einem selbstkonstruierten Segelflugzeug. Er ist der Erfinder der funktionstüchtigen Verkoppelung zweier Flugzeuge während des Fluges und entwickelte in maßgeblicher Funktion militärische und zivile Flugzeuge in Deutschland und Frankreich. Er gilt als einer der Väter bei der Gründung von Airbus Industries und war von 1970 bis 1981 deren erster Produktionsdirektor und Technischer Leiter in Toulouse.

## Leben

### Frühe Jahre
Kracht, der sich schon früh für das Fliegen interessierte, machte 1931 sein Abitur und studierte anschließend an der TH Aachen. Seine Diplomprüfung legte er im Februar 1938 in der Fachrichtung Flugzeugbau ab. Bereits während des Studiums war er in die Flugwissenschaftliche Vereinigung Aachen (FVA) eingetreten und entwickelte 1937 maßgeblich das Leistungssegelflugzeug FVA-10-b Rheinland. Mit diesem Segler gelang ihm am 30. Mai 1937 der erste vollständige Überflug der Alpen. Das Flugzeug ging anschließend bei der Segelflugzeugbaufirma Schmetz des Herzogenrather Nadelfabrikanten Ferdinand Bernhard Schmetz (1897–1968) in den Serienbau.

### Zweiter Weltkrieg
Im Zweiten Weltkrieg arbeitete Felix Kracht bei der Deutschen Forschungsanstalt für Segelflug (DFS) in Darmstadt und war zeitweilig Institutsleiter der DFS in Ainring. In dieser Zeit war er maßgeblich an der Entwicklung der DFS 228, ein experimentelles Höhen-Fernaufklärungsflugzeug mit Raketenantrieb, am raketenbetriebenen Hochgeschwindigkeitsflugzeug DFS 346 sowie an Mistelschleppverfahren beteiligt.
Kracht entwickelte auch die Idee, Flugzeuge während des Fluges zusammenzukoppeln. Diesen Mechanismus erprobte der Testpilot Erich Klöckner mit einer Focke-Wulf Fw 58 „Weihe“, die an eine Junkers-Ju-52-Schleppmaschine gekoppelt wurde. Im Zuge dieser Entwicklung wurde auch die angekoppelte Luftbetankung von der DFS entwickelt. Koppeln und Luftbetanken erhielten in der Zeit des Kalten Krieges eine zentrale Rolle in der militärischen Luftfahrt.

### Nachkriegszeit
Nach dem Zweiten Weltkrieg war Kracht zunächst in Frankreich beschäftigt und wurde 1959 als Vertreter des staatlichen französischen Flugzeugherstellers Nord Aviation zur deutschen Weser-Flugzeugbau GmbH in Lemwerder abgestellt. Dort war er ebenfalls an führender Stelle bei der Entwicklung des deutsch-französischen militärischen Transportflugzeuges Transall C-160 dabei.
Nach Abschluss des Transall-Projektes kam Kracht in die deutsche Luftfahrtindustrie zurück und wurde 1967 Geschäftsführer der Deutschen Airbus GmbH in München. Nach der Gründung des Konsortiums Airbus Industries 1970, bei dem er wegweisend beteiligt war, ging er erneut nach Frankreich und gestaltete als Technischer Leiter und Produktionsdirektor in Toulouse die ersten Airbus-Modelle wesentlich mit. 1981 wurde Felix Kracht pensioniert und lebte mit seiner Frau Gerda bis zu seinem Tode in Kirchweyhe bei Bremen.
Als Airbus am 31. Januar 2001 in Toulouse eine große Feier für rund 400 Pioniere der europäischen Luftfahrtindustrie gestaltete, gehörte auch Kracht zu den deutschen Ehrengästen.
Durch das „Hessische Institut für Luftfahrt e.V.“ in Darmstadt wird die „Felix Kracht Stiftung“ treuhänderisch verwaltet, welche Krachts Frau Gerda ins Leben gerufen hat. Ziel der Stiftung ist es, historische Segelflugzeuge der Nachwelt zu erhalten. Vorstand der Stiftung war 2003 Prof. Dipl.-Ing. Bernd Ewald.
Am administrativen Hauptsitz von Airbus in Toulouse wurde das Gebäude, in dem die Vorführmodelle (Mock-Ups) des derzeitigen Airbus-Programms ausgestellt sind, nach Felix Kracht benannt.
Krachts Tochter Barbara Kracht war ebenfalls langjährige Mitarbeiterin von Airbus, unter anderem von 2008 bis 2011 Sprecherin von Airbus Military.

## Ehrungen
- 1978: Verdienstkreuz 1. Klasse der Bundesrepublik Deutschland[3]
- 2016: Beschluss in Frankfurt am Main, eine Straße im Bockenheimer Neubaugebiet Rebstock-Nord-Ost nach Kracht zu benennen.[4] Die Straßennamen auf dem früheren Gelände des Frankfurter Flughafens gedenken insbesondere Luftfahrtpionieren.

## Bibliographie
- Marcel François Guillon, Felix Kracht: Hydraulische Regelkreise und Servosteuerungen, Hanser-Verlag, 1968
- Jean Charles Gille, Marc J. Pelegrin, Paul Decaulne, Felix Kracht: Lehrgang der Regelungstechnik. Bd. 1. Theorie der Regelungen, Oldenbourg-Verlag, 3. Auflage 1967
- Jean Charles Gille, Marc J. Pelegrin, Paul Decaulne, Felix Kracht: Lehrgang der Regelungstechnik. Bd. 2. Bauelemente der Regelkreise, Oldenbourg-Verlag, 2. Auflage 1967
- Jean Charles Gille, Marc J. Pelegrin, Paul Decaulne, Felix Kracht: Lehrgang der Regelungstechnik. Bd. 3. Entwurf von Regelkreisen, Oldenbourg-Verlag, 1963